# Route nationale 375 (Belgique)
Pour les articles homonymes, voir Route nationale 375 (homonymie).
La route nationale 375 est une route reliant Ypres à Locre en passant par Dikkebus. La vitesse limite est comprise entre 50 et 70 km/h.
La route commence au niveau de Ypres sur la N37b, ensuite elle part vers le sud en direction de Belle (Bailleul) en passant non loin du mont kemmel avant d'arriver à Dikkebus ou elle ne croise auccune route nationale. Cette nationale croise ensuite les N372, N373 et N322 elle passe ensuite la frontière Franco-belge entre Locre, Saint-Jans-Cappel et Bailleul.